# Ariclê Perez
Ariclê Perez (Campinas, 7 de setembro de 1943 — São Paulo, 26 de março de 2006) foi uma atriz brasileira.

## Biografia
Foi casada com o diretor de teatro Flávio Rangel (1934 - 1988). Com carreira predominantemente teatral, Ariclê participou de mais de 40 peças teatrais, boa parte delas dirigidas por Flávio. Estreou na montagem de Electra, em 1967.
Contratada da Rede Globo desde 1988, participou ininterruptamente de várias novelas e minisséries. Alguns de seus papéis mais marcantes foram Elisinha Jordão, da segunda versão de Anjo Mau (1997), a Rosa Maria de Meu Bem, Meu Mal (1990) e a Ametista, de Felicidade (1991). Antes de sua contratação pela Rede Globo, participou de Cortina de Vidro, no SBT e de Como Salvar Meu Casamento, a última novela da extinta Rede Tupi, que não chegou a ter seu final exibido.
Seu último trabalho foi a minissérie JK, onde viveu a mãe de Juscelino, Júlia Kubitschek, na segunda fase da trama. Ao mesmo tempo foi uma das atrizes prediletas de Maria Adelaide Amaral, autora da minissérie, havendo trabalhado em praticamente todas as suas tramas desde a novela Anjo Mau.

## Carreira

### Televisão
| Ano  | Título                    | Personagem                                 | Notas                                       | Emissora   |
| ---- | ------------------------- | ------------------------------------------ | ------------------------------------------- | ---------- |
| 1976 | Canção para Isabel        | Nancy                                      |                                             | Rede Tupi  |
| 1979 | Como Salvar Meu Casamento | Valquíria                                  |                                             | Rede Tupi  |
| 1989 | Sampa                     | Lucy                                       |                                             | Rede Globo |
| 1989 | Cortina de Vidro          | Mirtes                                     |                                             | SBT        |
| 1990 | Meu Bem, Meu Mal          | Rosa Maria Gentil / Rose Marie Costa Brava |                                             | Rede Globo |
| 1991 | Felicidade                | Ametista de Sousa                          |                                             | Rede Globo |
| 1992 | Perigosas Peruas          | Promotora                                  | Participação especial                       | Rede Globo |
| 1992 | Você Decide               | —                                          | Episódio: "Romance Moderno"                 | Rede Globo |
| 1994 | Memorial de Maria Moura   | Gertrudes                                  |                                             | Rede Globo |
| 1995 | Decadência                | Celeste Tavares Branco                     |                                             | Rede Globo |
| 1995 | Deu a Louca na Fantasia   | Rainha                                     | Especial de Natal                           | Rede Globo |
| 1996 | Salsa e Merengue          | Gilda Campos Queiroz                       |                                             | Rede Globo |
| 1997 | Anjo Mau                  | Elisinha Jordão Ferraz                     |                                             | Rede Globo |
| 1998 | Você Decide               | —                                          | Episódio: "Um Lar Para Clarice"             | Rede Globo |
| 2000 | Você Decide               | Lúcia Nunes                                | Episódio: "Pré-datado"                      | Rede Globo |
| 2001 | Os Maias                  | Maria da Gama                              |                                             | Rede Globo |
| 2002 | Sandy & Junior            | Olga Bovanova                              | Episódios: "Na Ponta dos Pés" e "SOS Sandy" | Rede Globo |
| 2003 | A Casa das Sete Mulheres  | Madre Cecília da Purificação               |                                             | Rede Globo |
| 2004 | A Diarista                | Pérola                                     | Episódio: "Lady Laura"                      | Rede Globo |
| 2004 | Sob Nova Direção          | Branca                                     | Episódio: "Como Ser Perua"                  | Rede Globo |
| 2004 | Um Só Coração             | Madame Claire                              |                                             | Rede Globo |
| 2006 | JK                        | Júlia Kubitschek                           | (2ª fase)                                   | Rede Globo |

### Cinema
| Ano  | Título                      | Personagem       |
| ---- | --------------------------- | ---------------- |
| 1971 | Paixão na Praia             | Mulher na Festa  |
| 1981 | Pixote, a Lei do Mais Fraco | Professora       |
| 2005 | Quanto Vale ou É por Quilo? | Marta Figueiredo |

## Teatro[3]
- 1967 - Electra
- 1968 - Tarzan do Terceiro Mundo
- 1968 - Fernando ou O Cinto Acusador
- 1969 - Hair
- 1971 - As Aventuras de Peer Gynt[4]
- 1972 - O Homem de la Mancha
- 1972 - Fernando Pessoa
- 1973 - Hoje É Dia de Rock
- 1973 - Ensaio Selvagem
- 1974 - Réveillon
- 1974 - Pippin
- 1975 - Os Executivos
- 1975 - Bye Bye Pororoca
- 1975 - Abajur Lilás
- 1976 - À Margem da Vida
- 1978 - Investigação na Classe Dominante
- 1980 - Campeões do Mundo
- 1983 - Rei Lear
- 1984/1985 - Freud - No Distante País da Alma
- 1999 - Vestidos

### Prêmios
- Venceu o prêmio de melhor atriz coadjuvante no festival do Ceará pelo filme Quanto Vale ou É por Quilo?.

## Morte
No dia 26 de março de 2006, dois dias após o término da minissérie JK, Ariclê faleceu ao "cair da janela" de seu apartamento onde vivia sozinha. Na noite de sua morte, um funcionário do edifício acionou a polícia por volta das 19h00, ao encontrar o corpo da atriz na entrada interna da garagem. A atriz, que estava sozinha no apartamento, "caiu da janela" do escritório. A atriz passava por uma profunda depressão. Até hoje a causa da sua morte é desconhecida publicamente e ainda acredita-se na hipótese de suicídio.